# Bruker
Die Bruker Corporation ist eine US-amerikanische Unternehmensgruppe im Bereich der instrumentellen Analytik.

## Struktur und Standorte
Die Bruker Scientific Instruments Division besteht aus den Geschäftsbereichen:
- Bruker AXS: Röntgenspektroskopie und -diffraktion (Röntgenbeugung, Röntgenkristallographie, Röntgenfluoreszenz, Rasterkraftmikroskopie)
- Bruker BioSpin: Kernspinresonanzspektroskopie (NMR), Elektronenspinresonanzspektroskopie (EPR), Magnetresonanztomographie (MRI), Bau supraleitender Magnete
- Bruker Daltonics: Massenspektrometrie, Oberflächenplasmonenresonanzspektroskopie
- Bruker Energy & Supercon Technologies (BEST):  Energie- und Supraleitungs-Technologie (Tieftemperatursupraleiter, Hochtemperatursupraleiter, Forschungsmagnete, Synchrotronsysteme)
- Bruker Nano Analytics: Energiedispersive Röntgenspektroskopie
- Bruker Optics:  Infrarot-, Ionenmobilitäts- und Ramanspektroskopie (Infrarotspektroskopie, Nahinfrarotspektroskopie, Raman-Spektroskopie, Ionenmobilitätsspektrometer)

Insgesamt arbeiten weltweit rund 11.400 Mitarbeiter in den verschiedenen Bruker-Unternehmen. Der Umsatz der gesamten Gruppe betrug 2017 mehr als 1,7 Milliarden US-Dollar. Im Jahre 2008 wurden die Bruker BioSpin, Bruker Daltonics, Bruker Optics und Bruker AXS unter der Muttergesellschaft Bruker Corporation zusammengefasst. Die Bruker Corporation ist an der Börse NASDAQ notiert.
Hauptstandorte sind die Schweiz, Deutschland, Frankreich und die USA. Weltweit werden mehr als 90 Unternehmensstandorte und über 70 Vertretungen in 60 Ländern unterhalten. Kunden sind vor allem Hochschulen, Forschungslabors und die Industrie (beispielsweise Chemie und Pharmazie). Mit den produzierten Geräten können feste, flüssige und gasförmige Stoffe analysiert werden. Beispiele für Anwendungen sind die Gebiete der Biotechnologie, Proteinforschung, Entwicklung von Medikamenten, Blutuntersuchungen (Cholesterol-Gehalt), Analyse von Lebensmitteln, Prozesskontrolle und Aufspürung von chemischen und nuklearen Kampfstoffen.
Bruker-Standorte in Deutschland sind: Ettlingen (Stammsitz Bruker BioSpin, Bruker Optics, Bruker BioSpin MRI), Karlsruhe (Bruker AXS), Bremen (Bruker Daltonics), Berlin (Bruker Nano Analytics) und Leipzig (Bruker Optics).

## Geschichte

### Die 1960er Jahre
Am 7. September 1960 kam es zur Gründung der Bruker Physik-AG durch Günther Laukien, damals Professor für Experimentalphysik an der Universität Karlsruhe. Da in dieser Zeit Universitätsprofessoren in Deutschland nicht zugleich auch in kommerziellen Unternehmen arbeiten durften, erhielt die Firma den Namen des Mitbegründers Emil Bruker. Zuerst wurden im Hinterhof eines Gebäudes in der Hardtstraße in Karlsruhe Labormagnete und deren Gleichstromnetzgeräte produziert.
1963 beschäftigte die Firma rund 30 Mitarbeiter und brachte ihre ersten hochauflösenden NMR- und ESR-Spektrometer auf den Markt. Im Jahr 1964 wurden die neugebauten Labors und Produktionsstätten in Rheinstetten in der Nähe von Karlsruhe bezogen. In diesen Jahren entwickelte und baute man die weltweit ersten kommerziell erhältlichen NMR-Pulsspektrometer, die vor allem an Kunden in europäischen Universitäten verkauft wurden. Parallel dazu wurde bei Bruker Physik-AG die Entwicklung von großen, ein sehr homogenes Magnetfeld liefernden (hochauflösenden) Elektromagneten, mit Netzgeräten extremer Stabilität, wie sie die NMR- und ESR-Spektroskopie verlangt, gestartet. Dabei profitierte Bruker wie auch andere Unternehmen von der damaligen Förderpolitik der Deutschen Forschungsgemeinschaft (DFG) für die Anschaffung von Großgeräten.

### Spectrospin AG

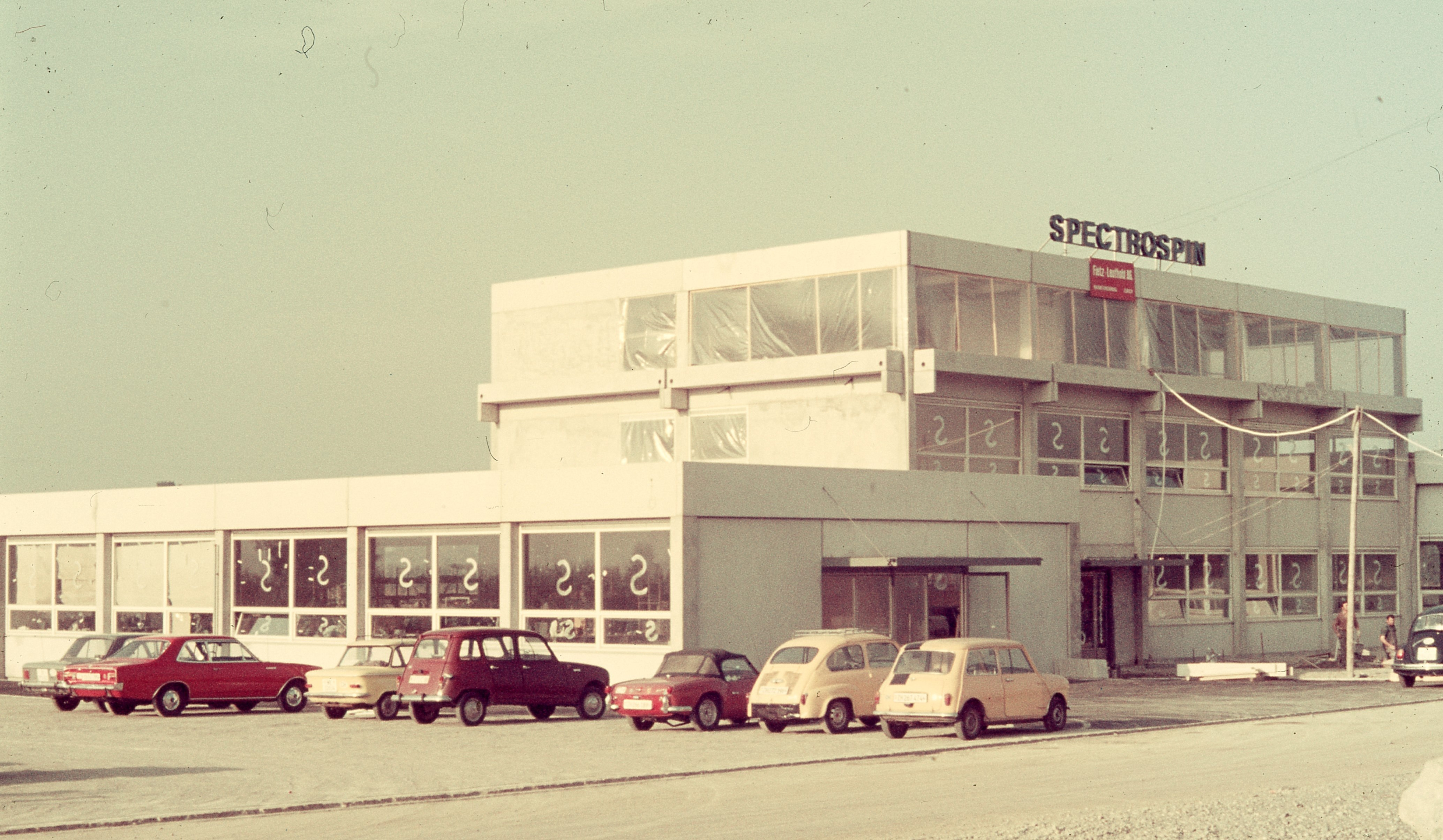
Spectrospin (Fällanden, Schweiz)

Gleichzeitig zu den Aktivitäten bei Bruker betrieb in Zürich die Firma Trüb-Täuber & Co eine kleine Forschungsabteilung um Werner Tschopp und Tony Keller für die Entwicklung von NMR-Spektrometern. Die NMR-Forschung bei Trüb-Täuber profitierte von einer engen Zusammenarbeit mit der ETH Zürich, insbesondere mit den Professoren Hans H. Günthard und Hans Primas sowie mit Richard R. Ernst, der 1991 den Nobelpreis für Chemie erhielt. Das erste Trüb-Täuber-System, KIS I, basierte auf einem Permanentmagneten und arbeitete bei 25 MHz. Mitte der 1960er Jahre geriet Trüb-Täuber in wirtschaftliche Schwierigkeiten. Um den Weiterbestand der NMR-Abteilung zu sichern, gründete G. Laukien zusammen mit Werner Tschopp und Tony Keller ein neues Unternehmen: die Spectrospin AG in Zürich. Die kleine Firma beschäftigte in Zürich-Altstetten ein halbes Dutzend Ingenieure, Physiker und Elektroniker sowie ein paar Mechaniker.
Die Gründung der Spectrospin AG schuf die Rahmenbedingungen für eine Kooperation mit Synergieeffekten. Spectrospin baute die hochauflösenden NMR-Instrumente. Bruker lieferte die leistungsstarken Magnete. Jedes Gerät war eine Einzelfertigung und gleichzeitig ein Prototyp. Eingesetzt wurden die Geräte in Universitäten und in Forschungseinrichtungen der chemischen Industrie. Ein Gerät kostete damals etwa 1 Mio. SFR. Gemeinsam nahmen die beiden Unternehmen ein ehrgeiziges gemeinsames Entwicklungsprojekt in Angriff, dessen Resultat ein neuartiges, vollständig mit Transistoren arbeitendes NMR-Spektrometer war. Das erste dieser Instrumente mit der Bezeichnung HFX 90 wurde an die Technische Universität Berlin geliefert. Mit dem HFX 90 kam erstmals ein kommerzielles Spektrometer mit drei separaten Kanälen auf den Markt – je einem Kanal für Signalerkennung, Entkopplung und Lock. Damit konnten völlig neue Experimente durchgeführt werden, und bisher komplexe Experimente wurden zur Routine. Bruker konzentrierte sich damals auf Magnete, NMR-Impulsspektrometer, ESR- und Netzgeräte.

### Internationalisierung
1968 lieferte Bruker erstmals in die USA, da die Universität Yale zwei Systeme bestellte. Um der Nachfrage in Nordamerika Rechnung zu tragen, eröffnete Bruker eine erste Niederlassung in Elmsford, New York. 1969 präsentierte Bruker das weltweit erste FT-NMR-Spektrometer mit Breitband-Protonenentkopplung. Mit dieser FT-NMR-Technik konnte Bruker ihren Marktanteil ausweiten. Brukers Rolle in der Entwicklung der Impulsspektroskopie führte außerdem zur Konstruktion des minispec, eines NMR-Kleingerätes, welches in großer Stückzahl produziert wurde und auf industrielle Anwendungen zugeschnitten war.

### Die 1970er Jahre
In den 1970er Jahren begann Bruker FTIR-Spektrometer zu entwickeln. Man nutzte dabei Komponenten, die für die NMR-Spektrometer entwickelt wurden. 1974 brachte Bruker ihr erstes FTIR-Spektrometer auf den Markt. Eine wesentliche Komponente dieser Produktlinie stellte das Genzel-Interferometer dar. Bruker erweiterte fortan die Produktpalette für die Schwingungsspektroskopie und entwickelte Geräte sowohl für die Analytik als auch für Anwendungen in der Forschung und Entwicklung. 1998 wurde Bruker Optik gegründet. Bruker Optik bietet FTIR- und Raman-Spektroskopiegeräte (auch FT-Raman) für sowohl für industrielle Anwendungen sowie Forschung und Entwicklung an.
Der Schwerpunkt von Bruker im Bereich NMR führte zu Entwicklungen auf dem Gebiet der MRT. Die 1976 gegründete Bruker Medizintechnik GmbH entwickelte und produzierte sie NMR-basierte Tomographiesysteme für den klinischen und präklinischen Einsatz, woraus schließlich Ganzkörper-MRT-Geräte entstanden. Mit der Zeit verlagerte sich der Fokus auf präklinische Systeme, und das Unternehmen wurde zu Bruker BioSpin MRI.
1977 begann Bruker Meerestechnik mit dem Bau kleinerer Unterseeboote für Meeresforschung, Tourismus und Erdölexploration. Nachdem Bruker seinen Schwerpunkt immer weiter auf Analyseinstrumente verlagerte, wurde dieser einzigartige Geschäftsbereich schließlich veräußert.

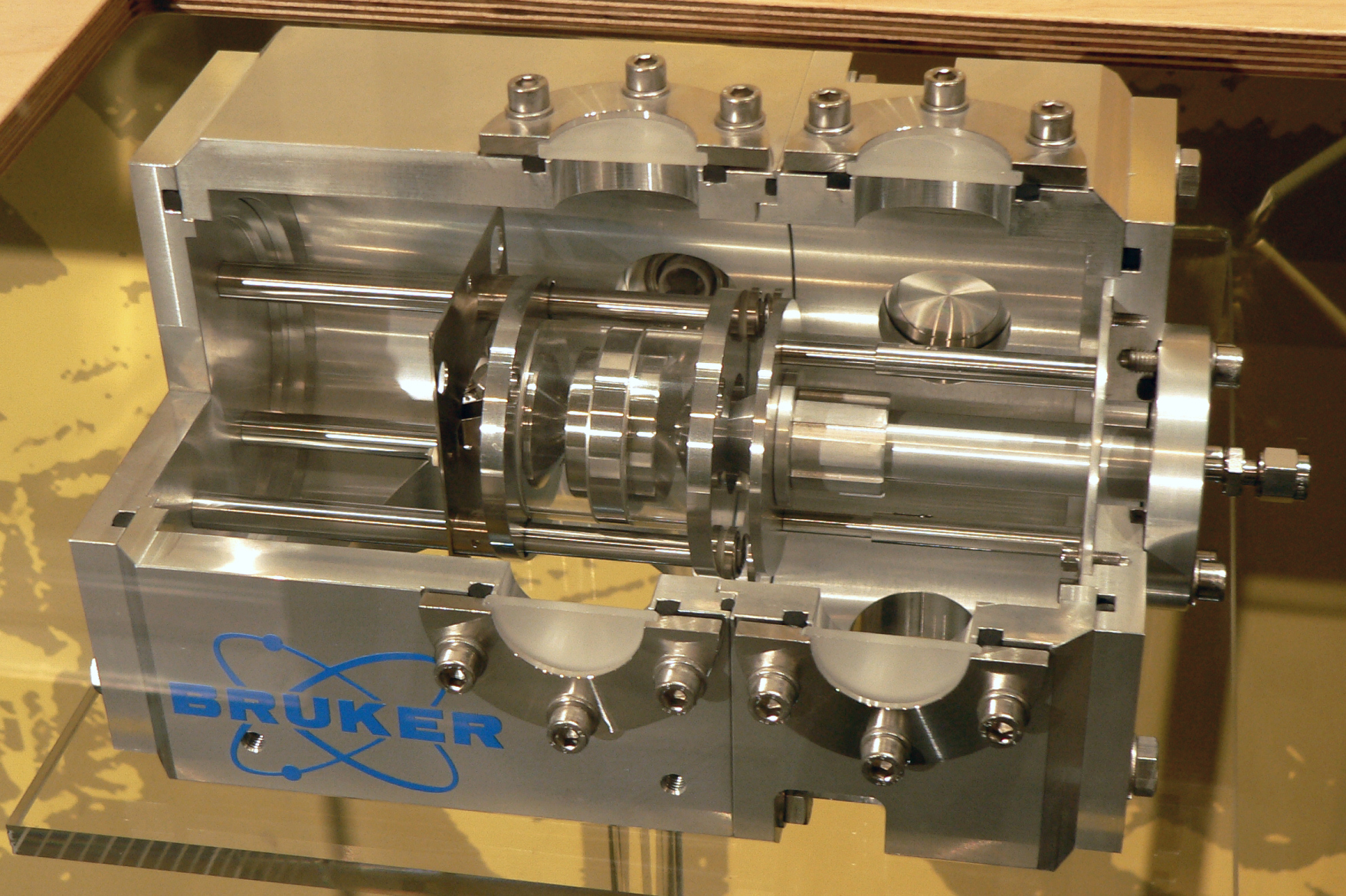
Massenspektrometer von Bruker im Deutschen Museum Bonn

### Die 1980er Jahre
1980 übernahm Bruker die „Dr. Franzen Analysentechnik“ in Bremen, die Quadrupol-Massenspektrometer in das Produktportfolio einbrachte. Im selben Jahr wurde das erste mobile Massenspektrometriegerät von Bruker, das MM1, ein großer Erfolg im kommerziellen und militärischen Bereich. Es folgte die Konstruktion eines neuartigen Fouriertransformations-Ionenzyklotronresonanz-Massenspektrometers (FT-ICR-MS). Im Rahmen einer innovativen Kooperation mit der Technischen Universität München nahm Bruker 1983 Flugzeitmassenspektrometer in sein Angebot auf, die bis heute ein fester Teil der Produktlinien von Bruker sind.

### Die 1990er Jahre
1997 wurde die Bruker Franzen Analytik GmbH in Bruker Daltonik GmbH umbenannt.
Im gleichen Jahr übernahm Bruker den Röntgenanalysebereich der Siemens AG mit Produktionsstätten in Karlsruhe und Madison, Wisconsin. Unter dem Namen Bruker AXS konnte das neue Unternehmen in den folgenden Jahren in Bereichen wie Röntgendiffraktometrie und Röntgenspektroskopie Wachstum verzeichnen.
Ebenfalls 1997 verstarb der Firmengründer Günther Laukien, und es kam zu einem Führungswechsel: Laukiens Witwe und seine vier Söhne führten das Unternehmen weiter.

### Die 2000er Jahre
Im Jahr 2000 wurde eine organisatorische Umstrukturierung eingeleitet. Die Bruker-Daltonics-Gruppe ging als erstes Bruker-Unternehmen an die US-Technologiebörse NASDAQ. 2001 folgte Bruker AXS. 2003 fusionierten Bruker Daltonics und Bruker AXS zu einer neuen Aktiengesellschaft, in die 2006 auch Bruker Optics eingegliedert wurde. 2008 kam Bruker BioSpin hinzu, der Magnetresonanz-Bereich, mit dem alles begonnen hatte. Damit war die Verschmelzung aller Bruker-Unternehmen abgeschlossen.

### Die 2010er Jahre
Im Jahr 2010 erwarb die Bruker Corporation von Veeco Instruments, Inc. die beiden Unternehmenssparten Rastersondenmikroskopie (SPM) und optische Industriemesstechnik (OIM) und wurde dadurch zu einem Anbieter von Instrumenten für die Materialforschung und die Nanotechnologieanalyse. Im gleichen Jahr erhielt Bruker von der Universität Utrecht den Auftrag für ein 527 GHz Solid State DNP-NMR-System. Die Bestellung legte den Grundstein für eine Forschungszusammenarbeit zwischen der Universität Utrecht und Bruker im Bereich Hochfeld-DNP-Techniken und -Anwendungen. Mit einem hochauflösenden Rasterkraftmikroskop gelang der Firma 2011 eine Steigerung von Leistung und Produktivität bei großformatiger, atomaren Bildgebung.
Bruker erhielt 2018 die AOAC Zulassung für zwei neue offizielle Analysemethoden mittels MALDI Biotyper Methode (MBT) zur Bestätigung und Identifizierung von pathogenen und nicht-pathogenen Bakterien. Insbesondere für Behörden der Lebensmittelsicherheit und der Lebensmittelindustrie soll die MALDI Biotyper Systemfamilie und Analyse mittels Hochdurchsatz-Massenspektrometrie MALDI-TOF geeignet sein. 2018 präsentierte Bruker ein Hochleistungsoberflächen-Plasmonenresonanzsystem für sofortige Probenverarbeitungsprotokolle u. a. in der Pharmaindustrie. Im selben Jahr erwarb Bruker eine 80%ige Mehrheitsbeteiligung an der Hain Lifescience GmbH, einem Spezialisten für Infektionskrankheiten mit Sitz in Nehren.
Im Jahr 2019 erwarb Bruker die Firma Alicona Imaging GmbH. Alicona arbeitet an der Technologie FokusVariation für die Messung von Rauheit und Geometrie im Bereich der industriellen Messtechnik.